# Eleonora Ciabocco
Eleonora Ciabocco (Macerata, 4 marzo 2004) è una ciclista su strada italiana, che corre per il Team Picnic PostNL.

## Carriera
Nativa di Macerata, nelle Marche, ha iniziato a ciclismo all'età di 4 anni. In tutte le fasce d'età, è stata una delle cicliste di maggior successo della sua età a livello nazionale juniores. La rivista ciclistica italiana TuttoBici l'ha nominata Miglior Esordiente dell'Anno nel 2018, Miglior allieva dell'anno 2020 e come Juniores dell'Anno nel 2022.
Nel 2023 è passata dalla categoria junior a quella Elite firmando un contratto biennale con il Team DSM.

## Palmarès

### Strada
- 2021 (Juniores)

Campionati italiani, Gara in linea junior
- 2022 (Juniores)

Campionati italiani, Gara in linea junior

### Altri successi
- 2025 (Team Picnic PostNL)

Classifica giovani Tour Down Under
Classifica giovani Setmana Ciclista Valenciana

## Piazzamenti

### Grandi Giri
- Giro d'Italia

2023: 79ª
2024: ritirata (8ª tappa)
2025: 26ª
- La Vuelta Femenina

2024: 44ª
2025: 17ª

### Classiche Monumento
- Trofeo Alfredo Binda

2023: 49ª
2024: 39ª
2025: 67ª
- Giro delle Fiandre

2024: 38ª
- Freccia Vallone

2023: 32ª
2024: 57ª
2025: 25ª
- Liegi-Bastogne-Liegi

2025: 27ª

### Competizioni continentali
- Campionati europei su strada

Trento 2021 - Gara in linea Junior: 2ª
Anadia 2022 - Gara in linea Junior: 2ª